# Podgórze (Męcina)
Podgórze – część wsi Męcina w Polsce, położona w województwie małopolskim, w powiecie limanowskim, w gminie Limanowa.
W latach 1975–1998 Podgórze administracyjnie należało do województwa nowosądeckiego.